# Battersea Power Station
Battersea Power Station is een voormalige kolencentrale langs de Theems in de wijk Battersea in Londen. Door de ligging, de afmetingen en de vormgeving is het een oriëntatiepunt en een monument geworden. De centrale bestond uit twee identieke, gespiegelde eenheden die in twee fasen gebouwd zijn, maar één gebouw vormen. Battersea A Power Station is gebouwd in de jaren 1929-1935, Battersea B Power Station ten oosten daarvan in de jaren 1945-1955. De beide eenheden hebben ieder twee kenmerkende schoorstenen waardoor de centrale zeer herkenbaar is. Het ontwerpteam werd geleid door Leonard Pearce, later werd ook architect Sir Giles Gilbert Scott erbij betrokken. Het gebouwencomplex is gebouwd in een combinatie van art deco en modernisme. Het bevindt zich tussen het Battersea Park en spoorlijnen enerzijds en de Amerikaans ambassade anderzijds in.
Voor de locatie van de centrales werd een braakliggend terrein gekozen dat aan de Theems lag. Dit was zowel ideaal voor de aanvoer van koelwater als voor de aanvoer van steenkool. Oorspronkelijk had Battersea B sneller na de voltooiing van Battersea A gebouwd zullen worden maar vanwege de oorlogsdreiging werd de bouw uitgesteld. Na de Tweede Wereldoorlog werd alsnog begonnen met de bouw van Battersea B. De beide centrales leverden samen een vermogen van 400 megawatt wat destijds een aanzienlijk deel van de Londense energieconsumptie was.
Battersea A werd in 1975 gesloten en Battersea B volgde in 1983. Het complex kreeg in 1980 een monumentenstatus waardoor het niet gesloopt zou worden. Het zou lang duren voordat het complex een nieuwe bestemming zou krijgen. Er werden verschillende plannen gelanceerd. O.a. om er een pretpark van te maken of het te verbouwen tot voetbalstadion. De plannen strandden door een gebrek aan financiën en/of het uitblijven van vergunningen.

## Herbestemming
In 2012 kreeg het complex een nieuwe Maleisische eigenaars, SP Setia en Sime Darby, die 400 miljoen pond neertelden om het te herontwikkelen naar ontwerp van de architect Rafael Viñoly. Er werden appartementen gebouwd in de duurste prijsklasse en in het centrale ketelhuis werd een zes verdiepingen tellend kantoor gevestigd van elektronicabedrijf Apple. In het middengedeelte, tussen de twee oude centrales, kwam een groot winkelcentrum gereed. Het complex heeft verder een dakterras en huisvest een bioscoop. In een van de schoorstenen is een glazen lift gebouwd die bezoekers naar een uitkijkpunt bovenin brengt.
Niet alleen de centrale werd verbouwd, ook op percelen in de omgeving verrezen nieuwe appartementencomplexen met op de begane grond horeca. In de buurt van de voormalige centrale werd een gelijknamig metrostation gebouwd. De nieuwe verbinding, een tak van de Northern Line, kwam op 20 september 2021 in dienst.
In 2022 werd het herontwikkelde complex geopend. Dat was 39 jaar nadat de centrale buiten gebruik was gesteld.

## De centrale in de cultuur
De centrale heeft een iconische status gekregen door een aantal verwijzingen in kunst en cultuur. Zo is hij te zien in de films Sabotage van Alfred Hitchcock, Battle of Britain, Monty Python's Meaning of Life, de Batman-film The Dark Knight en vele afleveringen van Doctor Who.

### Ballon
In 1976 werden foto's gemaakt voor de hoes van het album Animals van Pink Floyd, waarbij een twaalf meter grote ballon in de vorm van een varken aan touwen tussen de schoorstenen van de centrale zweefde. Het door de Nederlandse ontwerper Theo Botschuijver vervaardigde varken brak los, zweefde door de aanvliegroute van London Heathrow Airport en bereikte een hoogte van 5.400m voordat het terug naar de aarde kwam. Hierdoor kreeg zowel Pink Floyd als de centrale veel publiciteit. In de film Children of Men uit 2006 fungeerde het gebouw als opslag voor kunstwerken en hing een ballon in de vorm van een varken aan de schoorstenen als hommage aan Pink Floyd.

## Anekdotes
Over de centrales doen verschillende verhalen de ronde. Zo zou aan het begin van de Tweede Wereldoorlog een deel van de Britse Ponden in handen van de Bank of England in de ovens zijn verbrand om te voorkomen dat ze bij een eventuele invasie in handen van de Duitsers zouden vallen. Tijdens de Koude Oorlog zou de Amerikaanse ambassade de ovens gebruikt hebben om grote hoeveelheden documenten te vernietigen. Een heel sterk verhaal is dat er een geheime tunnel van de centrale naar een verderop gelegen pub zou zijn geweest.

## Afbeeldingen

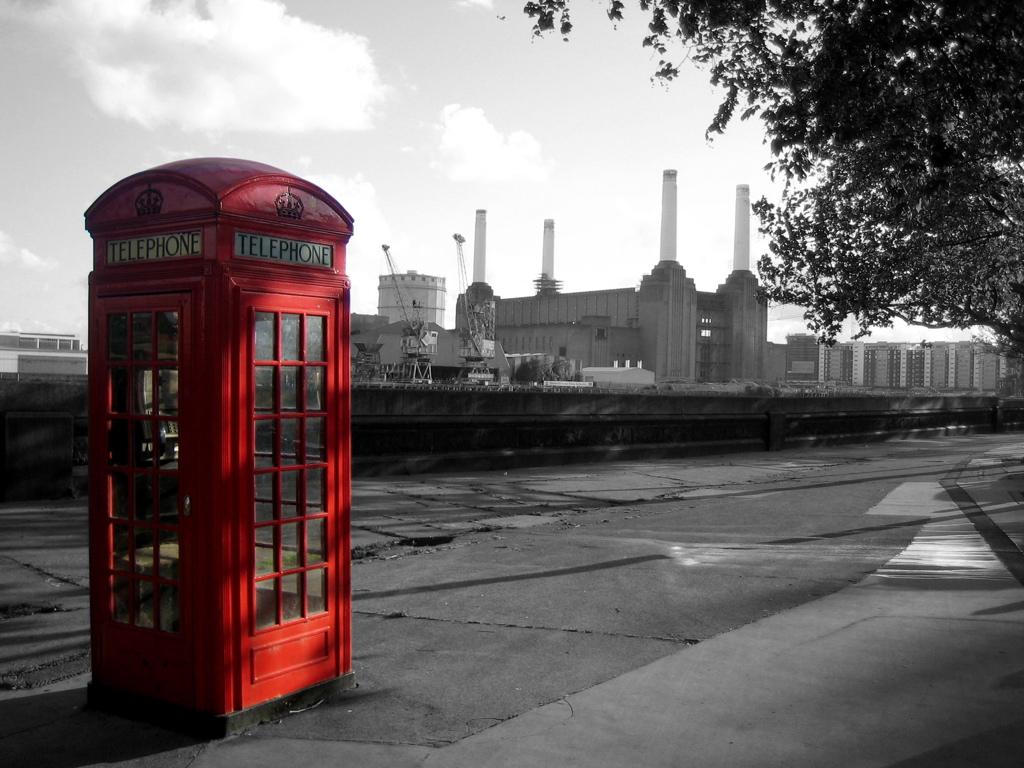
Battersea Power Station en Britse telefooncel, beide ontworpen door Sir Giles Gilbert Scott
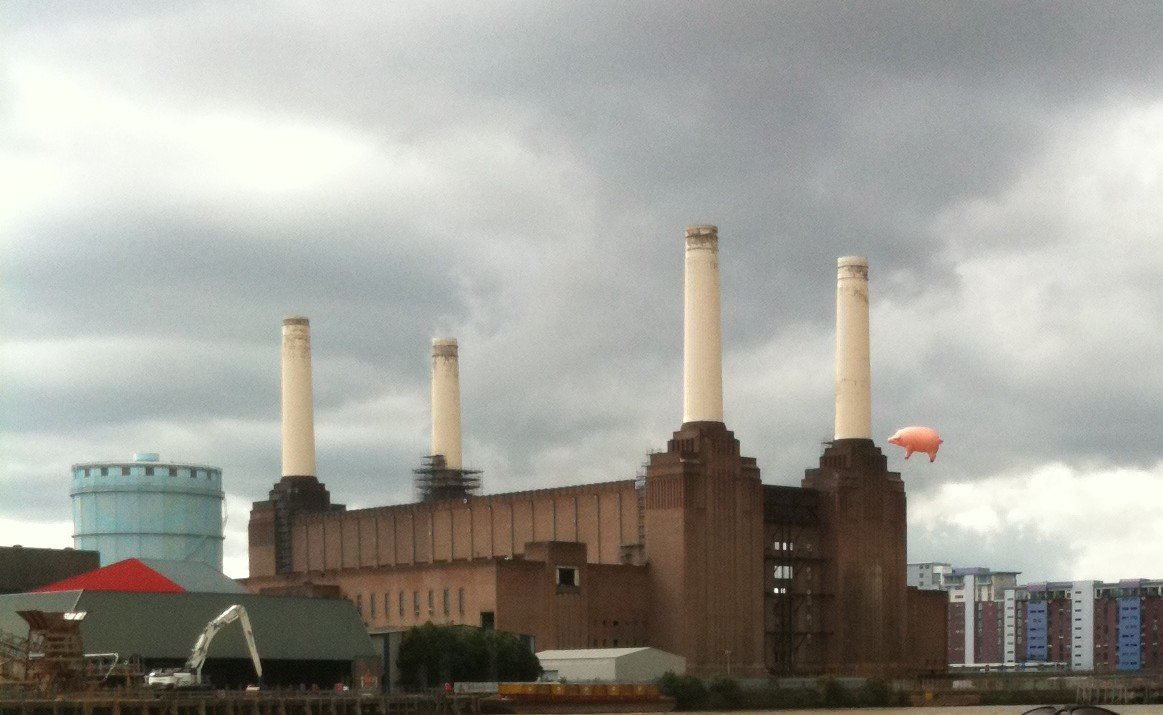
De centrale met een opblaasbaar varken in 2011
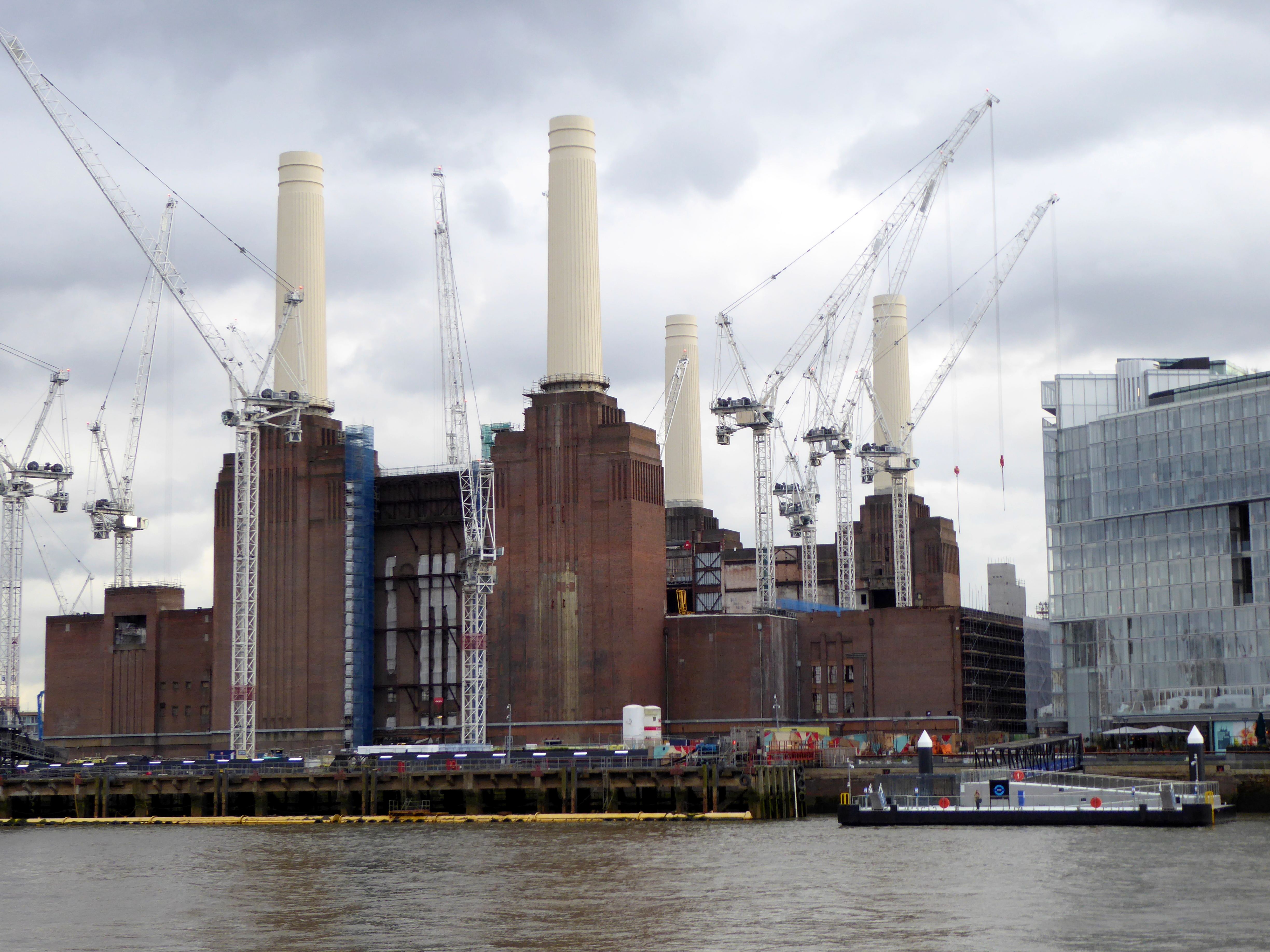
Restauratiewerken in 2018
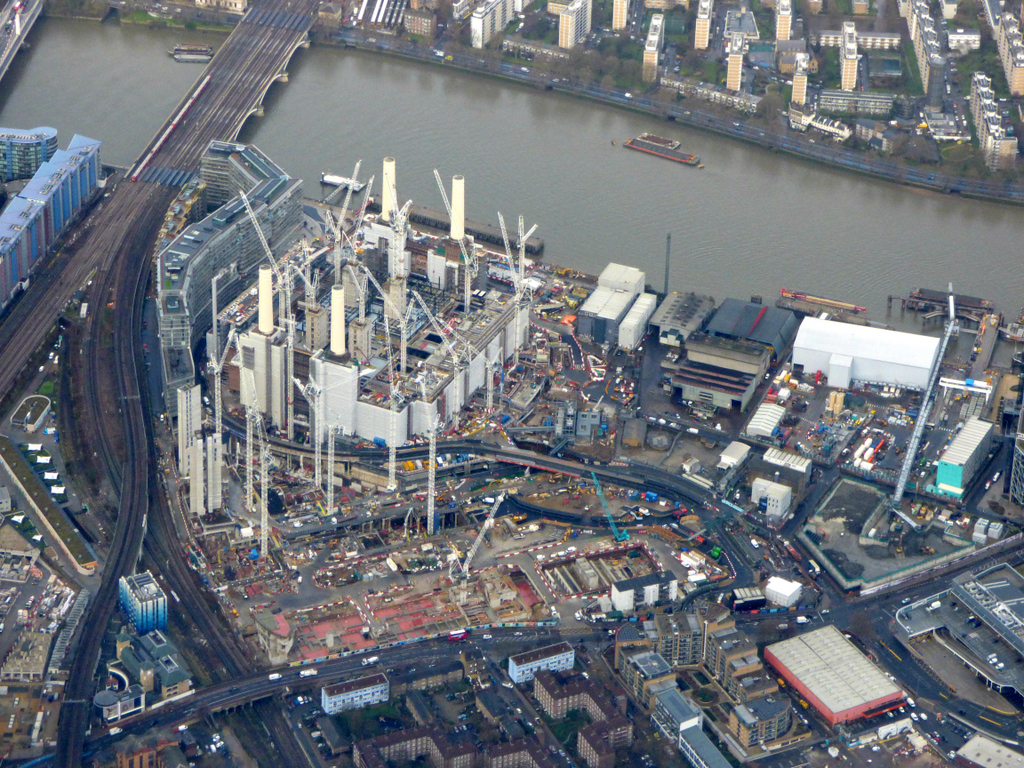
Bouwplaats in 2019
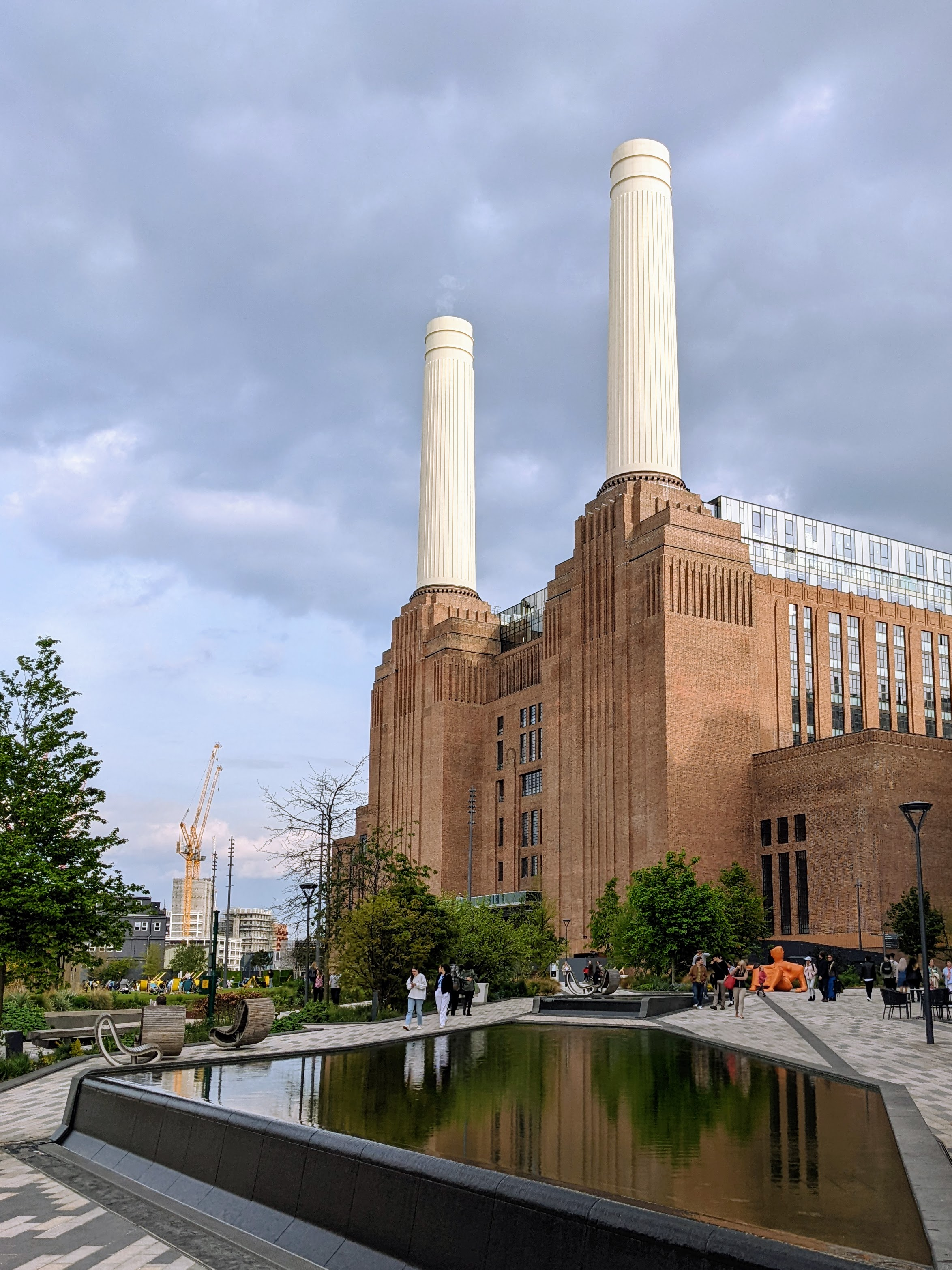
Het nieuwe voorplein in april 2022
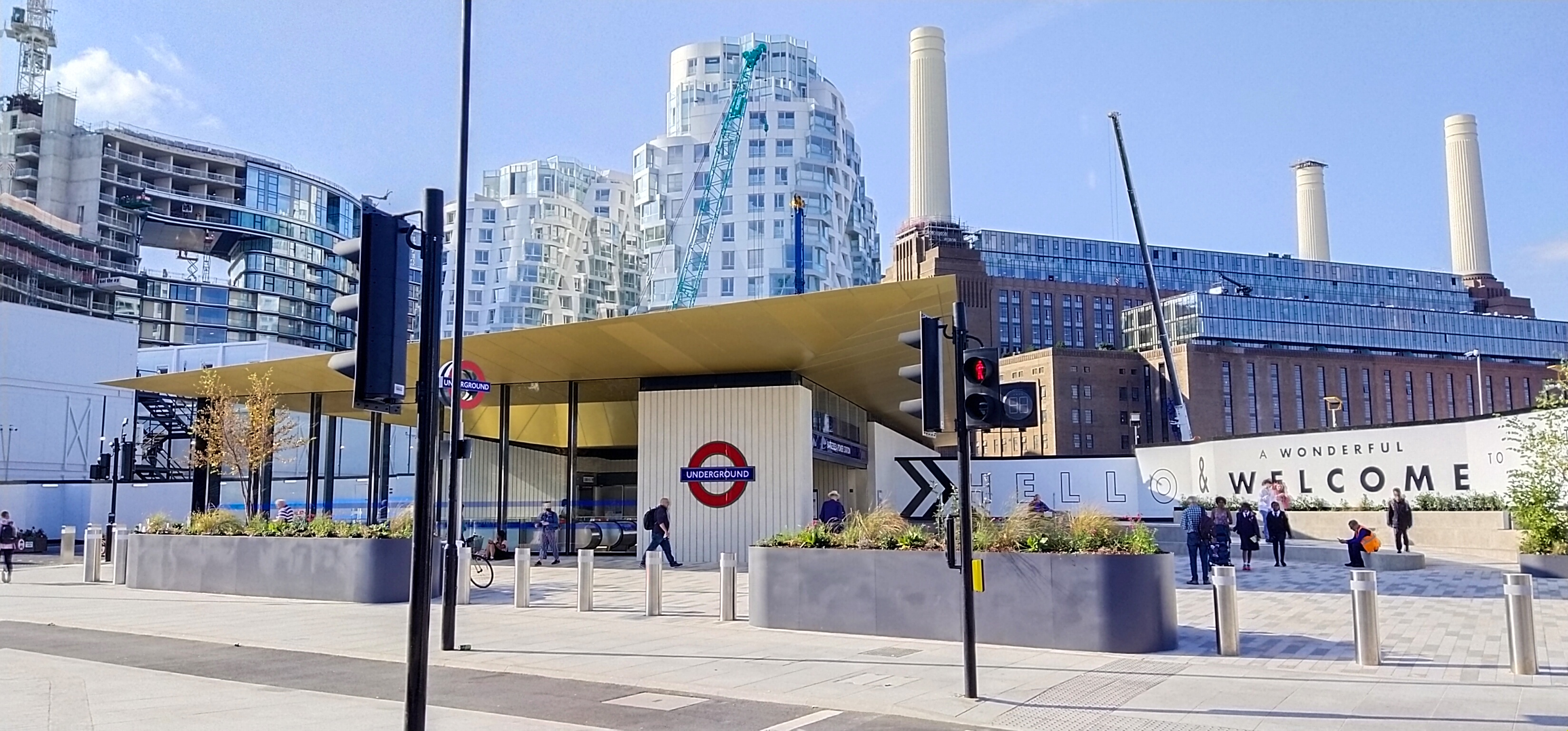
Het metrostation Battersea Power Station met op de achtergrond appartementen in aanbouw die bij het complex horen
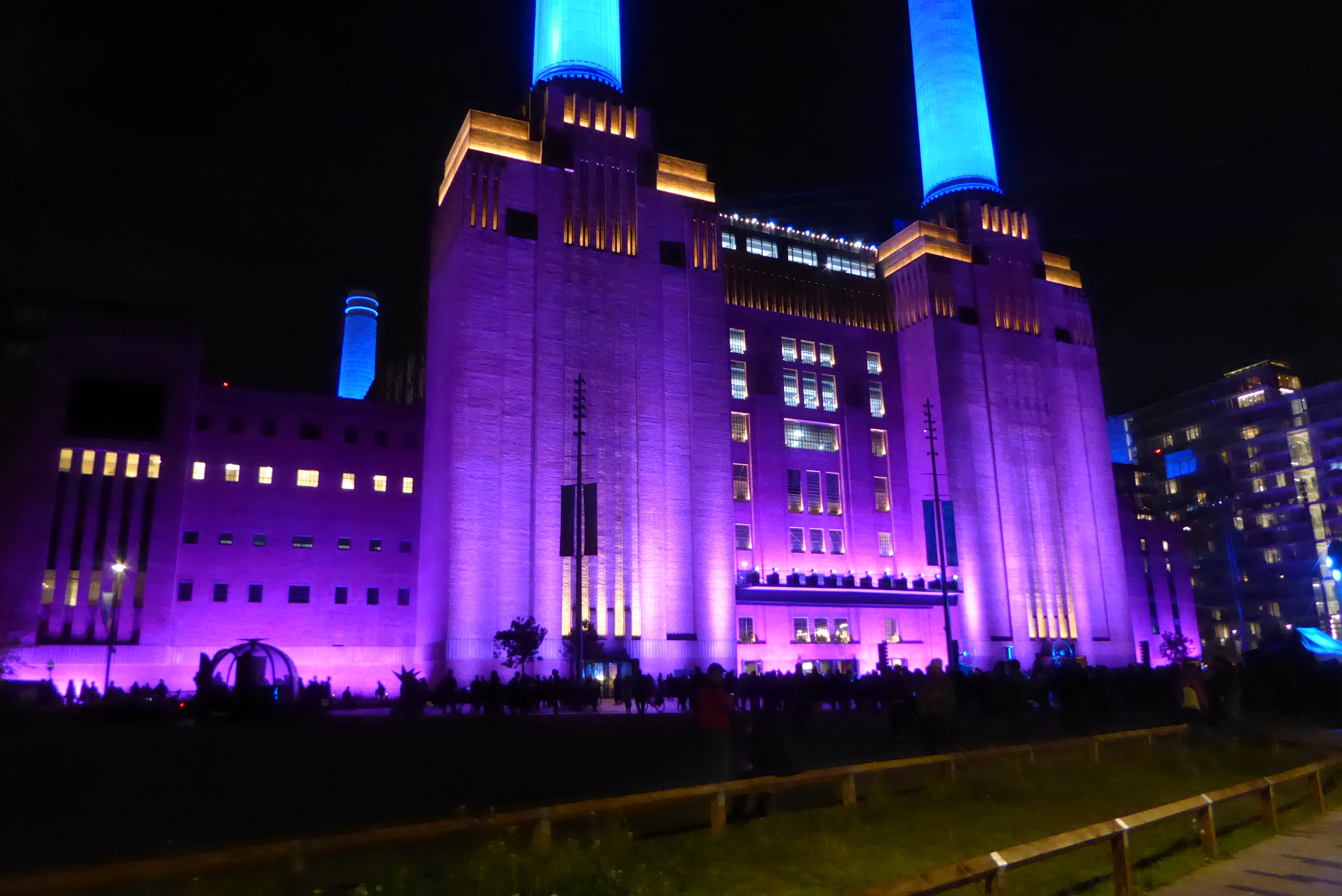
De centrale tijdens de opening op 14 oktober 2022
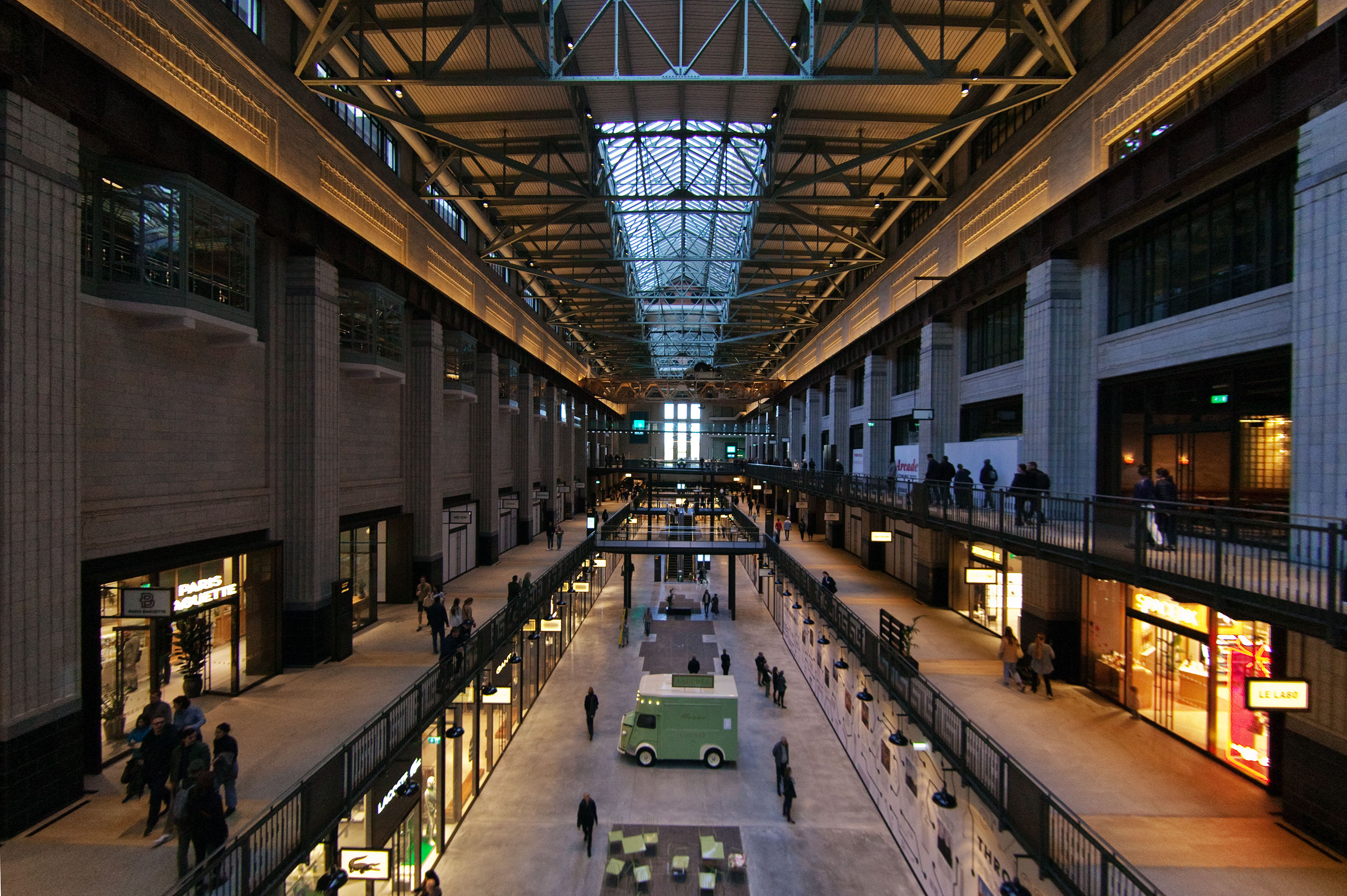
Het interieur van de centrale na de verbouwing tot winkelcentrum in 2022
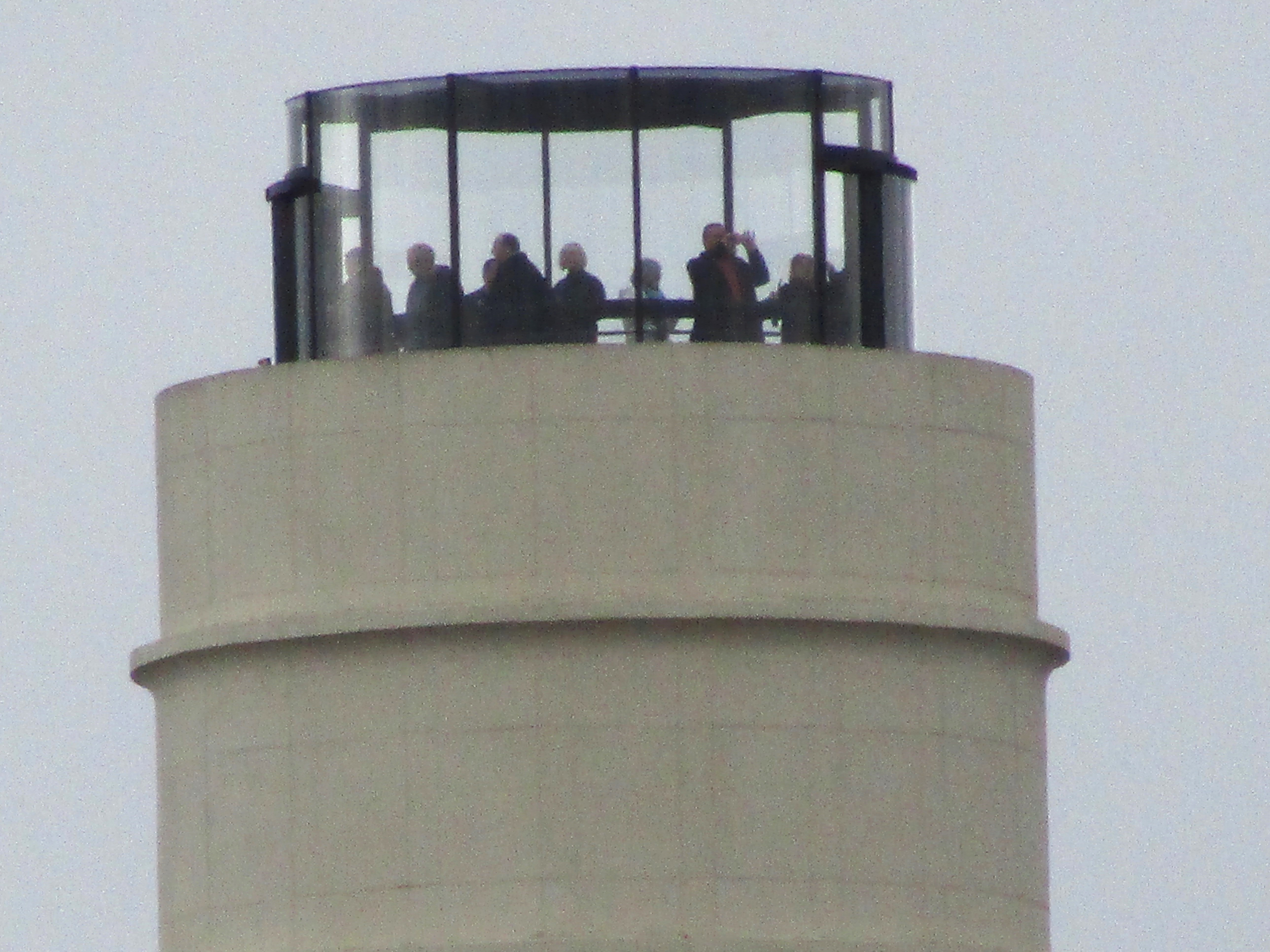
De glazen lift die bezoekers net boven een van de schoorstenen brengt.